# جوي آدمسون
جوين آدمسون (بالإنجليزية: Joy Adamson)‏ (و. 1910 – 1980 م) هي كاتِبة، وعالمة طبيعية، ورسامة، وعالمة بيئة، ورسامة نباتية من المملكة المتحدة، والنمسا، ولدت في الإمبراطورية النمساوية المجرية، توفيت عن عمر يناهز 70 عاماً.

## جوائز
حصلت على جوائز منها:
- الوسام النمساوي للعلوم والفنون [الإنجليزية]‏.

## وصلات خارجية
- جوي آدمسون على موقع IMDb (الإنجليزية)
- جوي آدمسون على موقع الموسوعة البريطانية (الإنجليزية)
- جوي آدمسون على موقع إن إن دي بي (الإنجليزية)
- جوي آدمسون على موقع قاعدة بيانات الفيلم (الإنجليزية)

- جوي آدمسون في قاعدة بيانات الأفلام على الإنترنت